# Pathways
Pathways est un album du Dave Holland Octet.

## Description
Pathways est le premier album de l’octet de Dave Holland qui joint à son quintet trois musiciens avec lesquels il a déjà collaboré par le passé. L’album est enregistré au Birdland de New York tout comme le live du quintet sorti en 2003,  Extended Play: Live at Birdland. Holland avait déjà formé un octet en 2001 pour une brève tournée et apprécie particulièrement ce format. En effet, le bassiste cite Duke Ellington et notamment le son de ses ensembles plus réduits qui permettent une flexibilité au compositeur, celui-ci pouvant évoquer le son d’un big band ou l’intimité d’une petite formation. Le bassiste anglais utilise toute la palette de couleurs que l’octet lui propose et cherche l’équilibre entre écriture et liberté d’improvisation, un projet qui se place judicieusement entre la musique de son quintet et celle de son big band,,.

## Titres
Sauf indication, tous les titres sont composés par Dave Holland
1. Pathways (10:46)
2. How’s Never? (13:03)
3. Sea Of Marmara (Chris Potter) (9:03)
4. Ebb And Flow (10:48)
5. Blue Jean (7:28)
6. Wind Dance (Alex Sipiagin) (9:10)
7. Shadow Dance (15:06)

## Musiciens
- Dave Holland – Basse
- Chris Potter – Saxophones Soprano et Ténor
- Robin Eubanks – Trombone
- Steve Nelson – Vibraphone et Marimba
- Nate Smith – Batterie
- Antonio Hart – Saxophone Alto, Flûte
- Gary Smulyan – Saxophone Baryton
- Alex Sipiagin – Trompette et bugle